# Outright Monetary Transactions
Outright Monetary Transactions ("OMT") is een programma van de Europese Centrale Bank waarbij de bank aankopen doet op louter secundaire staatsobligatiemarkten. Het opkoopprogramma hanteert vier duidelijke voorwaarden voordat tot het opkopen van obligaties uitgegeven door lidstaten van de eurozone wordt overgegaan. Het is een uitwerking van de toespraak van Mario Draghi op 26 juli 2012. In het Lanchester House in Londen sprak hij de historische woorden: "Within our mandate, the ECB is ready to do whatever it takes to preserve the euro. And believe me, it will be enough."
Op 2 augustus 2012 heeft de Raad van bestuur van de Europese Centrale Bank (ECB) aangekondigd dat hij rechtstreekse transacties zou aangaan op secundaire markten voor staatsobligaties, gericht op "het waarborgen van een passende overdracht van het monetaire beleid en de enigheid van het monetaire beleid". Het technische kader van deze operaties werd geformuleerd op 6 september 2012. Op dezelfde datum werd het Securities Markets Program (SMP) van de bank beëindigd. 
Het OMT is in de periode dat Mario Draghi de leiding had bij de ECB ontworpen en daarna ongebruikt gebleven. Het wordt gezien als een soort verzekering waar landen in hoge nood een beroep op kunnen doen onder zeer strikte voorwaarden. Het moet niet worden verward met het reguliere opkoopprogramma van de ECB van 2400 miljard tot 1 november 2019.
In de coronacrisis bleek dat de ECB dit ongebruikte instrument nog in haar bezit had.